# 秋田県立大学短期大学部

## 概要

### 大学全体
- 秋田県南秋田郡大潟村に所在した日本の公立短期大学で、設置主体は秋田県[注 2]。
- 1973年に秋田県立農業短期大学として開学。4つの学科を擁していたが、1999年の学名変更と同時に2学科[注 3]に再編された。
- 2005年度の入学生を最後に[注釈 2]、2007年に短期大学としての使命を終える[注釈 3]。

### 教育および研究
- 秋田県立大学短期大学部は農業に関する専門教育に特化した教育が行われており、農業経営者や農業技術者をめざす学生のためのカリキュラムが組まれていた。

### 学風および特色
- 秋田県立大学短期大学部は大学に併設された短大となっていたが、大学とは別にキャンパスをもっていた。
- 「強歩大会」と称したイベントが催されていた[5]。

## 沿革
- 1973年
  - 1月27日 左記を以て文部省[注 4]より短期大学の設置が認可される[注 5]。
  - 4月1日 秋田県立農業短期大学（あきたけんりつのうぎょうたんきだいがく）が以下の学科体制にて開学[7]。
    - 農学科 入学定員60名
    - 畜産学科 入学定員30名
    - 農業工学科 入学定員30名
    - 農村生活学科[注 6] 入学定員30名

  - 5月1日 学生数[9]/定員
    - 農学科 63[注釈 4]/60
    - 畜産学科 32[注釈 5]/30
    - 農業工学科 32[注釈 6]/30
    - 農村生活学科 33[注 7]/30
- 1975年
  - 5月1日 学生数[10]/定員
    - 農学科 124[注 8]/120
    - 畜産学科 63[注 9]/60
    - 農業工学科 65[注釈 6]/60
    - 農村生活学科 65[注釈 7]/60
- 1985年
  - 5月1日 学生数[11]/定員
    - 農学科 122[注 10]/120
    - 畜産学科 35[注釈 4]/30
    - 農業工学科 63[注釈 6]/60
    - 農村生活学科 32[注釈 7]/30
- 1986年
  - 5月1日 学生数[12]/定員
    - 農学科 131[注 11]/120
    - 畜産学科 42[注 12]/30
    - 農業工学科 63[注 13]/60
    - 農村生活学科 29[注釈 7]/30
- 1987年
  - 5月1日 学生数[13]/定員
    - 農学科 138[注釈 8]/120
    - 畜産学科 61[注 14]/60
    - 農業工学科 70[注 15]/60
    - 農村生活学科 39[注釈 7]/30
- 1992年
  - 5月1日 学生数[注 16]/定員
    - 農学科 136[注 17]/120
    - 畜産学科 71[注釈 8]/60
    - 農業工学科 72[注 18]/60
    - 農村生活学科 21[注釈 7]/30
- 1993年
  - 4月1日 農村生活学科にはじめて男子学生が入学。
  - 5月1日 学生数[16]/定員
    - 農学科 128[注 19]/120
    - 畜産学科 71[注 20]/60
    - 農業工学科 68[注釈 4]/60
    - 農村生活学科 45[注釈 9]/30
- 1998年
  - 5月1日 学生数[17]/定員
    - 農学科 123[注 21]/120
    - 畜産学科 60[注 22]/60
    - 農業工学科 62[注釈 4]/60
    - 農村生活学科 56[注 23]/60
- 1999年
  - 4月1日 秋田県立大学短期大学部に改組され、それに伴い学科も以下の通り改組される[注 24]。
    - 農学科→生物生産学科農学専攻 入学定員20名
    - 畜産学科→〃畜産学専攻 入学定員20名
    - 農村生活学科→〃園芸学専攻 入学定員20名

  - 5月1日 学生数[21]/定員
    - 農学科 59[注 25]/60
      - 生物生産学科 71[注 26]/60

    - 畜産学科 31[注 27]/30
    - 農業工学科 64[注 28]/60
    - 農村生活学科 26[注 29]/30
- 2005年
  - 4月1日 この年度で短期大学としての学生募集を最終とする[注釈 2]。
- 2007年
  - 3月30日 左記をもって正式に廃止となる[注釈 3]。

## 基礎データ

### 所在地
- 秋田県南秋田郡大潟村字南2-2[注釈 1]

## 教育および研究

### 組織

#### 学科
- 生物生産学科
  - 農学専攻 入学定員20名[注釈 10]
  - 園芸学専攻 入学定員20名[注釈 10]
  - 畜産学専攻 入学定員20名[注釈 10]
- 農業工学科 入学定員30名[注釈 10]

##### 秋田県立農業短期大学における学科体制
- 農学科 入学定員60名[注釈 11]
- 畜産学科 入学定員30名[注釈 11]
- 農業工学科 入学定員30名[注釈 11]
- 農村生活学科 入学定員30名[注釈 11]

#### 専攻科
- なし

#### 別科
- なし

#### 取得資格について
- 測量士補資格が農業工学科にて取得できるようになっていた[27]。

### 研究
- 『秋田県立農業短期大学研究報告』[28]
- 『秋田県立農業短期大学研究報告』[29]
- 『秋田県立農業短期大学研究報告【全号まとめ】』[30]
- 『秋田県立大学短期大学部紀要』[注釈 12]

#### 附属機関
- 附属農場
- 附属図書・情報センター

## 学生生活

### 部活動・クラブ活動・サークル活動
- 秋田県立大学短期大学部で活動していたクラブ活動[5]
  - 体育：野球・陸上競技・サッカー・バレーボール・ハンドボール・卓球・剣道・空手・馬術ほか
  - 文化系：映画・写真・料理・華道・茶道・園芸[注 30]。

### 学園祭
- 秋田県立大学短期大学部の学園祭は例年10月に行われていた[5]。

## 大学関係者と組織

### 大学関係者一覧
- 佐藤健吉
- 鈴木昭憲

## 施設

### キャンパス
- キャンパスは、秋田県の北部にあたる八郎潟に程近い大潟村に置かれており、周辺は北海道を思わせるような平野となっていた。
- 当時、JR八郎潟駅からバスの便があった。「短大前」バス停留所で下車することになっていたが、便数は少なくタクシーで片道 5,000 円程度かかる道程となっていた。そのため自家用自動車通学をする学生も少なからずいた。

### 寮
- 秋田県立大学短期大学部には「清新寮」と称した学生寮があり、鉄筋コンクリート造り地上7階建てで、駐車場200台が完備されており、短大の学生寮としてはかなりの規模を誇っていたといえる。現在は、秋田県立大学の学生寮として引き継がれている。

## 対外関係

### 系列校
- 秋田県立大学

## 社会との関わり
- 公開講座を行っていた。

## 卒業後の進路について

### 編入学・進学実績
- 系列の秋田県立大学以外では以下の実績がある[5]。
  - 生物生産学科
    - 農学専攻：弘前大学・山形大学・茨城大学・新潟大学・静岡大学・島根大学・愛媛大学・琉球大学ほか。
    - 園芸学専攻：宇都宮大学・三重大学・神戸大学・宮崎大学ほか。
    - 畜産学専攻：帯広畜産大学・信州大学・岡山大学・東京農業大学ほか。

  - 農業工学科：岩手大学・金沢大学・麻布大学ほか。